# Myles Kennedy
Pour les articles homonymes, voir Kennedy.
Myles Kennedy, né le 27 novembre 1969, est un chanteur, guitariste et compositeur américain originaire de Boston, Massachusetts.

## Biographie

### Parcours
En 2001, il apparaît en fin du film Rock Star, lorsque Chris Cole (joué par Mark Wahlberg), en tant que chanteur du groupe de Heavy Metal Steel Dragon, l'entend chanter dans la fosse et décide de le faire monter sur scène, puis lui laisse sa place au sein du groupe.
Il est actuellement connu pour être le chanteur, compositeur et guitariste rythmique du groupe de rock Alter Bridge et le chanteur du projet solo de Slash. Avant cela, il a été membre des groupes Cosmic Dust, Citizen Swing et The Mayfield Four. Il est reconnu autant pour son talent de guitariste que pour ses capacités vocales, possédant une voix couvrant 4 octaves. Myles Kennedy est apparu sur scène aux côtés de nombreux artistes aux cours des dernières années et s'est impliqué dans de nombreux projets. Il a entre autres collaboré en 2008 avec les anciens membres du groupe Led Zeppelin (Jimmy Page, John Paul Jones et Jason Bonham) à un projet non publié.
En novembre 2009, il participe à l'enregistrement de Slash, l'album solo de Slash paru en avril 2010 et où le guitariste fait appel à de nombreux autres musiciens. Il chante alors sur les titres Back from Cali et Starlight. La chanson Back from Cali, enregistrée en février 2010, a été ajoutée sur l'album à la dernière minute. La chanson Starlight a été mise en ligne par ESPN Radio le 23 mars 2010.
En février 2010, Slash annonce que Myles Kennedy sera le chanteur de sa tournée mondiale. Myles Kennedy y interprète de nombreuses chansons du catalogue de Slash, incluant les plus grands succès de Guns N' Roses, Slash's Snakepit, ou encore Velvet Revolver. Slash et Myles Kennedy accompagnent aussi Ozzy Osbourne sur certaines de ses représentations cette même année.
En 2012 il prépare la sortie du second album solo de Slash intitulé Apocalyptic Love, dont le premier extrait est You're a Lie. La sortie internationale de l'album s'est faite le 22 mai 2012, mais celui-ci était disponible dès le 21 mai en France. Contrairement au précédent album de Slash, Myles Kennedy est le seul chanteur à y figurer, et c'est aussi lui qui a écrit l'intégralité des paroles pour toutes les chansons.
Le 14 avril 2012, Myles Kennedy accompagne sur la scène du Rock'n'Roll Hall of Fame quatre des anciens membres de Guns N' Roses, dont Slash, pour leur intronisation en l'absence d'Axl Rose. Il y chante trois de leurs chansons.
Le 5 février 2013 ils se retrouvent pour enregistrer un nouvel album. Le 7 octobre 2013, les pré-productions du nouvel album de Slash Featuring Myles Kennedy And The Conspirators commencent.

### Vie privée
Il est marié à Selena M. Frank, psychothérapeute, depuis le 14 juin 2003. Ils n'ont pas d'enfant. Ils se sont rencontrés le 23 novembre 2001. Myles Kennedy a également un frère.

## Style et influence
Kennedy est influencé par de nombreux artistes et de multiples genres musicaux, mais c'est en premier lieu Led Zeppelin qui fut sa source d'inspiration, bien que son chant soit hérité du jazz, du blues et de la soul à la suite de sa découverte d'artistes tels que Stevie Wonder ou Marvin Gaye. Parmi ses chanteurs préférés, on compte Jeff Buckley, Robert Plant, Bon Scott ou encore Chris Whitley. En tant que compositeur, ses paroles font souvent référence à des sujets noirs tels que la mort ou l'addiction, basés sur sa propre expérience.

## Discographie

### Cosmic Dust
- (1991) Journey

### Citizen Swing
- (1993) Cure Me With the Groove
- (1995) Deep Down

### The Mayfield Four
- (1997) Motion (Sony Music)
- (1998) Fallout (Sony Music)
- (2001) Second Skin (Sony Music)

### Alter Bridge
Alter Bridge
- (2004) One Day Remains (Wind-Up Records)
- (2007) Blackbird (Universal Republic Records)
- (2009) Live from Amsterdam (Universal Republic Records)
- (2010) AB III (Universal Republic Records)
- (2013) Fortress (Roadrunner Records)
- (2016) The Last Hero (Napalm Records)
- (2019) Walk The Sky  (Napalm Records)

### Slash
Slash
- (2010) Slash (deux chansons : Back from Cali et Starlight)
- (2010) Live in Manchester
- (2011) Made In Stoke 24/7/11
- (2012) Apocalyptic Love
- (2014) World on Fire
- (2018) Living the Dream
- (2022) 4 (en)

### Solo
- (2018) Year of the Tiger
- (2021) The Ides of March
- (2024) The Art of Letting Go